# Hartsbin
Hartsbin (Trachusa) är ett släkte av bin som ingår i familjen buksamlarbin.

## Artlista tillTrachusa
Förteckning i alfabetisk ordning
- Trachusa alamosana
- Trachusa aquiphila
- Trachusa atoyacae
- Trachusa autumnalis
- Trachusa baluchistanica
- Trachusa barkamensis
- Trachusa bequaerti
- Trachusa byssina, hartsbi
- Trachusa carinata
- Trachusa catinula
- Trachusa concava
- Trachusa cordaticeps
- Trachusa cornopes
- Trachusa corona
- Trachusa crassipes
- Trachusa dorsalis
- Trachusa dumerlei
- Trachusa eburneomaculata
- Trachusa flavorufula
- Trachusa fontemvitae
- Trachusa forcipata
- Trachusa formosana
- Trachusa fulvopilosa
- Trachusa gummifera
- Trachusa interdisciplinaris
- Trachusa interrupta
- Trachusa kashgarensis
- Trachusa laeviventris
- Trachusa larreae
- Trachusa laticeps
- Trachusa longicornis
- Trachusa ludingensis
- Trachusa maai
- Trachusa manni
- Trachusa massauahensis
- Trachusa mitchelli
- Trachusa muiri
- Trachusa nigrifascies
- Trachusa notophila
- Trachusa occidentalis
- Trachusa orientalis
- Trachusa ovata
- Trachusa pectinata
- Trachusa pendleburyi
- Trachusa perdita
- Trachusa popovii
- Trachusa pubescens
- Trachusa pueblana
- Trachusa ridingsii
- Trachusa rubopunctata
- Trachusa rufobalteata
- Trachusa schoutedeni
- Trachusa timberlakei
- Trachusa xylocopiformis
- Trachusa yunnanensis
- Trachusa zebrata

### Arter i Sverige och Finland
I Sverige och Finland finns endast en art, hartsbiet (Trachusa byssina). Det är klassificerat som livskraftigt (LC) i båda länderna.

## Beskrivning
Hartsbin är små till medelstora bin som skiljer sig betydligt mellan arterna beträffande utseendet. Honan har häftskivor på fötterna. Storleken varierar mellan 8 och 20 mm.

## Utbredning
Släktet förekommer i Europa, Asien, Afrika och Nordamerika.

## Ekologi
De ingående arterna är solitära (icke-sociala) bin, där varje hona själv sörjer för avkomman. Hon gräver ett bo i marken, och många arter använder växtdelar, sammanfogade med harts eller kåda, till konstruktionen av larvcellerna i detta.